# Elisabeth Chávez
Elisabeth Chávez Hernández (født d. 17. November 1990 i Tenerife) er en spansk håndboldspiller som spiller for franske Fleury Loiret HB og Spaniens håndboldlandshold.